# Bidor
Bidor is een stad in de Maleisische deelstaat Perak. Bidor telde 4125 inwoners in 2010.
Bidor maakte vroeger deel uit van het Gangga Negara koninkrijk. Dit weet men uit opgravingen, die in de buurt van Bidor zijn gedaan. Men heeft toen ook onder andere beeldjes uit die tijd gevonden. Het beeldje Avalokiteshvara, dat in Bidor gevonden is, bevindt zich in het Nationaal Museum.
Men neemt aan dat omstreeks het jaar 1200 de bevolking zich bekeerde tot het Hindoe/Boeddhisme. Bidor was toen een kleine nederzetting.
In de late 18e eeuw is Bidor een klein dorp aan de oever van Bidor rivier. Lokale dorpelingen vervoerden goederen met behulp van hun sampans (boten) naar naburige dorpen langs de rivier in de richting van Teluk Intan in Hilir Perak district.
Naar aanleiding van de tin-mijnbouw in Perak, was er een toestroom van Chinese immigranten naar Perak als geheel, met inbegrip van Bidor. De Hoklo (Hokkien-sprekende) Chinezen, die er nu wonen, worden verondersteld afkomstig te zijn uit Teluk Intan. De toestroom van de Hakka en Kantonezen kwamen uit Kinta vallei en Hulu Selangor. Ze kwamen naar Bidor om de diverse lokale oorlogen te ontvluchten.